# Letonia en los Juegos Olímpicos de Sochi 2014
Letonia estuvo representada en los Juegos Olímpicos de Sochi 2014 por un total de 58 deportistas que compitieron en 9 deportes. Responsable del equipo olímpico fue el Comité Olímpico Letón, así como las federaciones deportivas nacionales de cada deporte con participación.
El portador de la bandera en la ceremonia de apertura fue el jugador de hockey sobre hielo Sandis Ozoliņš.

## Medallistas
El equipo olímpico letón obtuvo las siguientes medallas:
| Nombre                                                           | Deporte   | Competición  |
| ---------------------------------------------------------------- | --------- | ------------ |
| Oro                                                              |           |              |
| Oskars Melbārdis Arvis Vilkaste Daumants Dreiškens Jānis Strenga | Bobsleigh | Cuádruple M  |
| Plata                                                            |           |              |
| Martins Dukurs                                                   | Skeleton  | Individual M |
| Bronce                                                           |           |              |
| Oskars Melbārdis Daumants Dreiškens                              | Bobsleigh | Doble M      |
| Andris Šics Juris Šics                                           | Luge      | Doble M      |
| Elīza Tīruma Mārtiņš Rubenis Andris Šics Juris Šics              | Luge      | Equipo mixto |